# Клупа у Јурјевској
Клупа у Јурјевској је југословенска телевизијска серија снимљена 1972. године у продукцији ТВ Загреб.

## Епизоде
| Сезона | Епизода | Назив                  | Датум              |
| ------ | ------- | ---------------------- | ------------------ |
| 1      | 1       | На клупи               | 6. јануара 1972.   |
| 1      | 2       | Неки то воле хладно    | 13. јануара 1972.  |
| 1      | 3       | /                      | ?                  |
| 1      | 4       | Гледано из другог угла | 27. јануара 1972.  |
| 1      | 5       | Како је живот лијеп    | 3. фебруара 1972.  |
| 1      | 6       | Пензионер један обични | 10. фебруара 1972. |

## Улоге
| Глумац             | Улога                 |
| ------------------ | --------------------- |
| Ирена Колесар      | Нуша (5 еп. 1972)     |
| Свен Ласта         | Ник (5 еп. 1972)      |
| Мато Ерговић       | Директор (2 еп. 1972) |
| Влатко Вућић       | (2 еп. 1972)          |
| Мартин Бахмец      | Лијечник (1 еп. 1972) |
| Шпиро Губерина     | (1 еп. 1972)          |
| Вероника Ковачић   | (1 еп. 1972)          |
| Драго Крча         | Рибић (1 еп. 1972)    |
| Вера Мишита        | (1 еп. 1972)          |
| Дубравко Сидор     | Син (1 еп. 1972)      |
| Грета Винковић     | (1 еп. 1972)          |
| Славица Зафировска | (1 еп. 1972)          |
| Крешимир Зидарић   | (1 еп. 1972)          |

Комплетна ТВ екипа  ▼
| Редитељ    | Звонимир Бајсић | (5 еп. 1972) |
| Сценариста | Ивица Иванец    | (5 еп. 1972) |